# Return of the Vampire
Return of the Vampire är ett samlingsalbum av det danska heavy metal-bandet Mercyful Fate. Albumet, som släpptes 1992, innehåller svåråtkomna och tidigare outgivna låtar.

## Låtlista
1. "Burning the Cross"
2. "Curse of the Pharaohs"
3. "Return of the Vampire"
4. "On a Night of Full Moon"
5. "A Corpse Without Soul"
6. "Death Kiss"
7. "Leave My Soul Alone"
8. "M.D.A."
9. "You Asked For It"

## Medverkande

### Spår 1-6
- Sång: King Diamond
- Gitarr: Hank Shermann
- Gitarr: Michael Denner
- Bas: Timi Hansen
- Trummor: Kim Ruzz

### Spår 7-8
- Sång: King Diamond
- Gitarr: Hank Shermann
- Gitarr: Michael Denner
- Bas: Timi Hansen
- Trummor: "Old Nick"

### Spår 9
- Sång: King Diamond
- Gitarr och bas: Hank Shermann
- Gitarr: Carsten Volsing
- Trummor: information saknas